# Origjinale
Origjinale (sv: Original) är en musiksingel av den albanska sångerskan Aurela Gaçe tillsammans med rapparen Dr. Flori och Marsel. Texten till låten är skriven av Aurela Gaçe tillsammans med Dr. Flori.
Låten släpptes under sommaren 2010 och blev snabbt en stor sommarhit, främst i Albanien. Låten blev Albaniens mest sedda video år 2010, årets bästa video i Albanien samt den mest klickade albanska låten någonsin. Under sommaren var låten nominerad vid Balkan Music Awards och vann där huvudpriset, Balkans bästa låt 2010, före Inna från Rumänien. 